# آسیب دست
آسیب دست (انگلیسی: Hand injury) به معنی صدمه دیدن دست، یکی از اندام‌های بسیار پیچیده، با مفاصل متعدد، انواع مختلفی از رباط (لیگامان)، تاندون‌ها و عصب‌ها است. شایع بودن آسیب‌های دست در جامعه، امری غیرمعمول نیست. عواملی از قبیل استفادهٔ بیش از حد، امور زیان‌بار یا تروما می‌توانند به آسیب‌های دست منجر شوند.
ترومای انگشت یا دست، بسیار شایع است. در برخی موارد خاص، تمام انگشت ممکن است دچار آمپوتاسیون شود. عوامل اصلی آسیب‌های ناشی از تروما، به امور شغلی بر می‌گردد. امروزه، جراحان ماهر در بسیاری از موارد با کمک ریزجراحی، قادر به پیوند مجدد انگشتان پنجه یا انگشت شست هستند. در برخی موارد، آسیب‌های ناشی از تروما به از بین رفتن پوست منجر می‌شوند، و در این موارد می‌توانند با پیوند پوست و ماهیچه، دست آسیب دیده را ترمیم نمایند.